# 17cm mMW

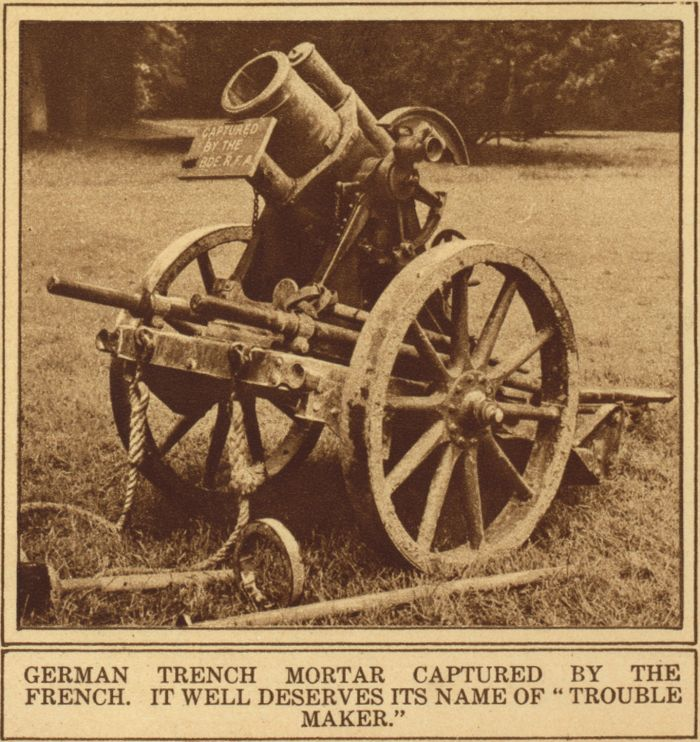
a/A model in transport mode, with wheels attached

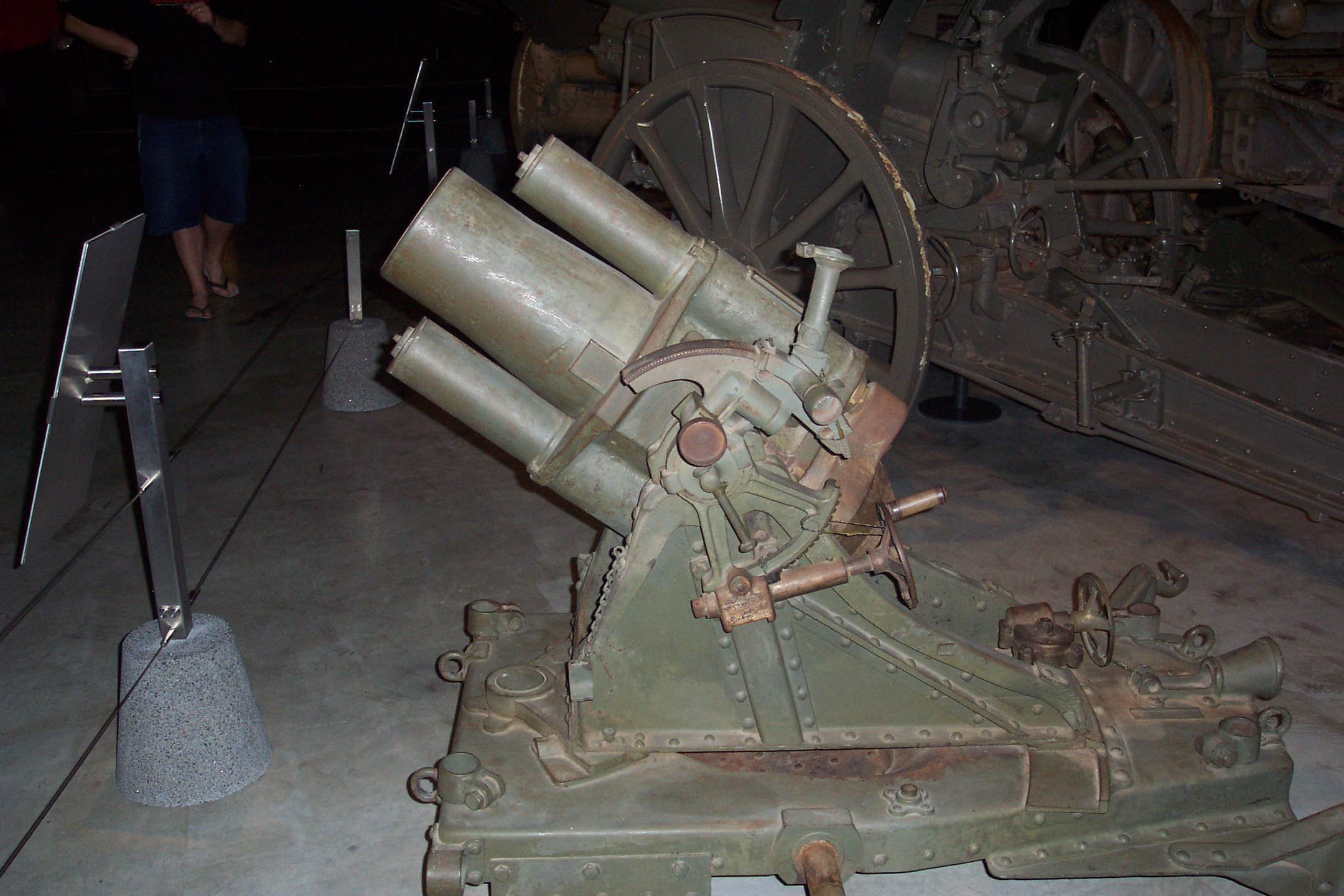
n/A model with long barrel, at the オーストリア戦争博物館, Canberra

17cm mMW (17 cm mittlerer Minenwerfer)とは第一次世界大戦でドイツ帝国が使用した重迫撃砲(臼砲)である。
1905年の日露戦争での旅順攻囲戦で防御力の高い陣地を破壊するためにこのクラスの火砲が有効であることが判明した。
この火砲は工兵部隊によって運用されるために開発された。標準的な前装式の液圧式駐退機を持つ臼砲として開発された。
50Kgの榴弾を発射する。低い初速と弾殻の薄い砲弾は不足するTNTの代わりに黒色火薬の使用も考慮にいれていた。

## リファレンス
- Jäger, Herbert. German Artillery of World War One. Ramsbury, Marlborough, Wiltshire: Crowood Press, 2001 ISBN 1-86126-403-8